# Łódzkie Sportowe Towarzystwo Waterpolowe
El Łódzkie Sportowe Towarzystwo Waterpolowe es un club polaco de waterpolo en la ciudad de Łódz.

## Historia
El waterpolo viene practicándose en Łódz desde la posguerra de la Segunda Guerra Mundial. El club viene de la fusión de varios clubs entre otros el KS Anilana. El ŁSTW fue fundado en 1997, equipo bajo la dirección del entrenador Eduardo Kujawa.
En los últimos años, el equipo ŁSTW ha competido en la clasificación del Trofeo LEN y Euroliga. En la anterior temporada 2009/2010 ŁSTW ganado 12 títulos mundiales (incluyendo dos con el nombre de Anil). Fuente: MK

## Palmarés
- 4 veces campeón de la liga de Polonia de waterpolo masculino (Como KS Anilana) (1992, 1993, 1999, 2000)
- 12 veces campeón de la liga de Polonia de waterpolo masculino (2002–2007, 2009–2011, 2013–2015)